# Gilbert Simondon
Gilbert Simondon (Saint-Étienne, 2 oktober 1924 - Palaiseau, 7 februari 1989) was een Frans filosoof die vanaf 1963 als hoogleraar in de psychologie aan de Sorbonne werkzaam was.
Hij was een van de eersten die het fenomeen techniek aan een filosofische beschouwing onderwierp. Hij deed dit in 1958 in zijn werk "Mode d'Existance des Objets Techniques" en bespeurde er in de technische ontwikkeling een zeker evolutionair proces. Volgens hem zijn het dus niet alleen biologische levensvormen, maar ook technische individuaties die aan evolutie onderhevig zijn. Hij is een optimist waar het de techniek betreft; hij geloofde dat het mogelijk zou zijn te komen tot een technische cultuur, waar het symbolische en culturele in evenwicht zou zijn met het technische en operatieve. Hij staat met die opvatting tegenover het pessimisme van Jacques Ellul (die hij als technofoob omschrijft) (bron?) en Ivan Illich. De invloed van het denken van Simondon is terug te vinden bij de Waalse filosoof Gilbert Hottois en in beperktere mate bij Jean Baudrillard, Gilles Deleuze en Paolo Virno.